# Flughafen Esch-sur-Alzette

i7
i11
i13

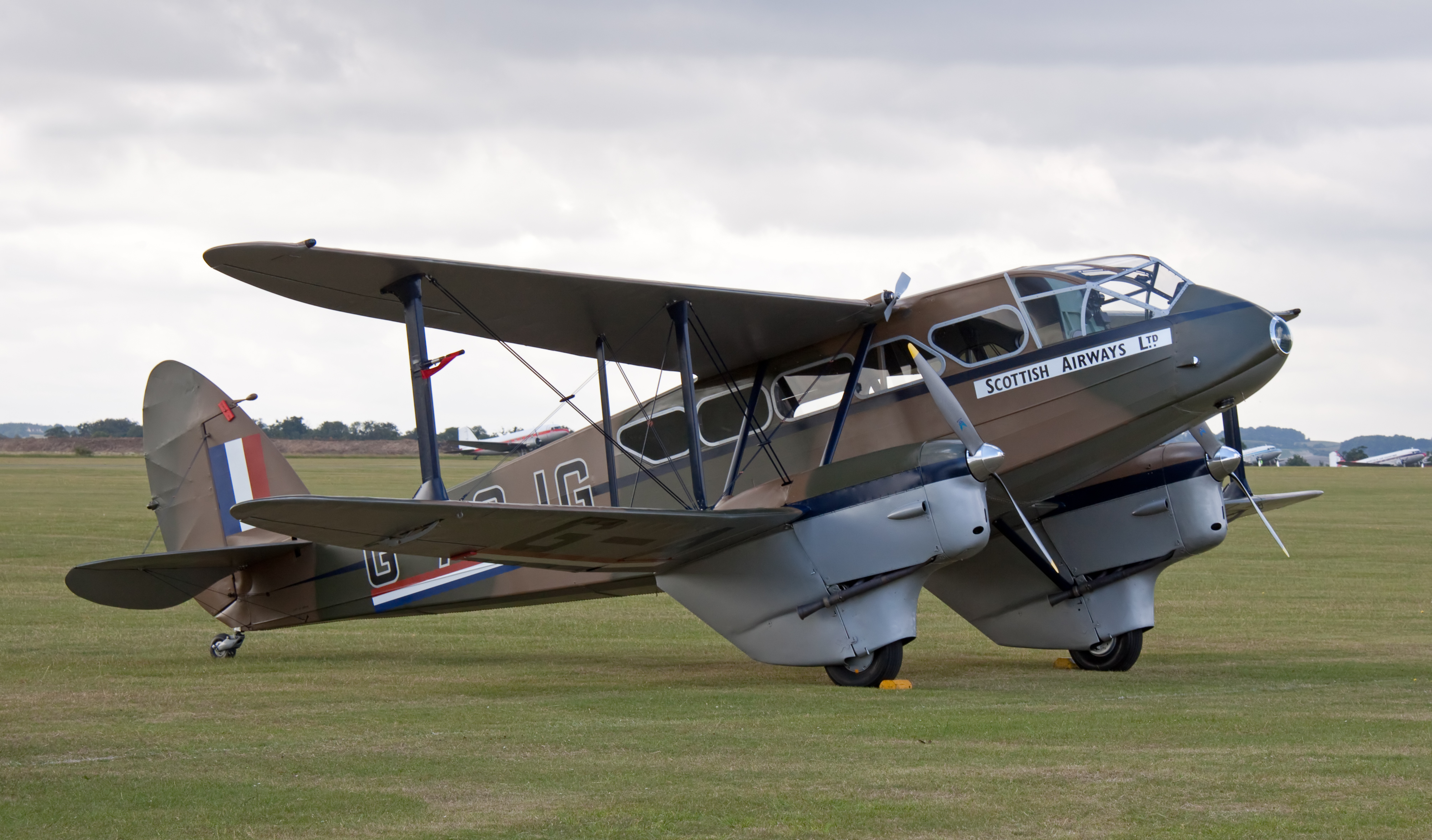
Eine der Maschinen, mit welcher die Fluglinie Esch-Croydon diesen Flugplatz angeflogen hat: De Havilland DH.89 Dragon Rapide

Der Flughafen Esch-sur-Alzette (lux.: Fluchhafen Esch-Uelzecht) wurde 1937 gegründet und war bis 1954 in Betrieb. Er war dort gelegen, wo früher der Lankelzerweier war. Heute befindet sich dort die Wohnsiedlung Cinquantenaire. Dieser Flughafen war der erste offizielle Flughafen im Großherzogtum Luxemburg.

## Geschichte
Der luxemburgische Luftfahrtpionier Lou Hemmer sah 1928 eine große Wiese an der Nordgrenze der Stadt Esch-sur-Alzette für Flugzwecke als geeignet an. Im Jahr 1929 wurde der Verein: Escher Aéro-Club (ACE) gegründet. Am 12. Mai 1929 (Ostersonntag), wurde in Anwesenheit von Tausenden von Menschen ein erstes Flugmeeting abgehalten. Ein zweites Flugmeeting fand am 28. September 1930 hier statt. Ab diesem Jahr bis 1935 organisiert der Escher Aéro-Club jedes Jahr ein Flugtreffen.
Am 6. Oktober 1935, während eines solchen Flugmeetings in Esch-sur-Alzette, verunglückte der französische Pilot Dr. Feuillade vom Aéro-Club Verdun und sein Begleiter tödlich. Bereits am Vortag war Escher René Wolff, Pilot in der belgischen Armee, tödlich verunglückt. Aufgrund dieser Unfälle stellte der Escher Aéro-Club einige Monate später seine Aktivitäten ganz ein.
Am 3. April 1936 wurde der Aéro-Club du Bassin Minier (ACBM) gegründet, der wesentlich zum Auf- und Ausbau des Flugfelds/Flughafens Esch-sur-Alzette beitrug. Es wurde auch eine Fluggesellschaft gegründet, die Société anonyme pour l'aménagement et l'exploitation de l'aérodrome d'Esch-sur-Alzette. In beiden Organisationen war Guillaume Theves Präsident. Mit Hilfe der Gemeinde und Privatinitiativen einiger Escher Bürger wurde der Flugplatz zu einem Flughafen ausgebaut. Es wurde auch eine Flughalle mit einem Ausmaß von etwa 24 × 14 Metern gebaut.
Die offizielle Eröffnung dieses Flughafens fand am 26. September 1937 statt. Die feierliche Einweihung erfolgte durch Bürgermeister Hubert Clement. Großherzogin Charlotte und Prinz Felix hatten den Ehrenschutz übernommen.
Der Flughafen Escher wurde zuerst zu sportlichen und touristischen Zwecken genutzt. Die erste kommerzielle Fluglinie  Croydon – Esch – Croydon wurde von der privaten englischen Fluggesellschaft Olley-Air-Service betrieben (in London Borough of Croydon war von 1920 bis 1959 der Croydon Airport). Die erste Versuchslandung eines Flugzeugs dieser Fluggesellschaft erfolgte am 1. April 1938 nach einer zweistündigen Verspätung wegen Nebel mit einer Zwischenlandung auf dem Flughafen Haren in Brüssel (dieser Flughafen wurde 1914 bis 1949 als ziviler und militärischer Flughafen genutzt). Der eigentliche Liniendienst wurde am 6. Mai 1938 aufgenommen und bis September 1939 zweimal wöchentlich mit dem Doppeldecker The Luxembourg Listener (Luftfahrzeugkennzeichen: G-AEPE) des Typs De Havilland Dragon Rapide ausgeführt. Hauptnutzer der Fluglinie war, neben Passagieren, vor allem Radio Luxemburg (heute: RTL – Deutschlands Hit-Radio).
Am 26. Mai 1938 war die Einweihung des ACBM-Clubhauses mit einem Flugfest verbunden. Am 3. Juli 1938 fand in Esch ein Flugtreffen von Militärmedizinern im Rahmen eines internationalen Kongresses des militärmedizinischen Personals in Luxemburg statt.
Am 2. September 1939 wurde der Flugbetrieb durch ein großherzogliches Dekret eingestellt und das Überfliegen des Landes verboten. Diese Entscheidung wurde erst am 17. September 1945 aufgehoben, als der Flughafen Esch-sur-Alzette der US-Armee als Grundlage für die Reparatur ihrer Piper-Cub-Flugzeuge diente.
Der Aéro-Club du Bassin Minier (ACBM) unternahm kurz nach dem Zweiten Weltkrieg mehrere Versuche, um seine Aktivitäten wieder aufnehmen zu können. Es wurde ein Piper Cub (Kennzeichen: LX-MAI) für 85'000 Franken gekauft. Am 27. Juli 1945 verabschiedete der  Aéro-Club de la Vallée de Kayl  eine neue Satzung und gab sich einen neuen Namen: Club de Vol à Voile du Luxembourg asbl. Der Hauptsitz dieses Vereins war in Esch-sur-Alzette. Mehrere Vereinsmitglieder kauften konfisziertes Flugmaterial des Nationalsozialistisches Fliegerkorps (NSFK) bei der Zwangsverwaltung und schenkten es dem Verein. Am 20. Juli 1946 nahm der Verein seine Tätigkeit am Flughafen Esch-sur-Alzette wieder auf.
Im Jahr 1947 verunglückte die Pilotin Jeanny Erfkemper und starb am 9. Mai an den Folgen des Flugunfalls.
Von der United States Army wurde ein Flugzeug des Typs Piper Cub gekauft (Kennzeichen: LX-REX), um Segelflugzeuge in die Luft zu schleppen. Der Flugbetrieb am Flughafen Esch-sur-Alzette dauerte bis 1954 an. Dann wurde der Flugplatz endgültig geschlossen, weil aufgrund des Ausbaus des Flughafens Luxemburg in Findel kein Bedarf mehr bestand. Das Vereinsheim wurde von der Stadt Esch-sur-Alzette übernommen und für eine Vorschule verwendet. Im Jahr 1972 wurde das Gebäude abgerissen und 1975 ein Neubau mit dem Namen École de l'Aérodrome (dt.: Flugplatz Schule) errichtet.

## Gedenkstein und Erinnerung
Nach dem Flughafen wurde – neben der Vorschule – auch eine Straße in Esch-sur-Alzette im Ortsteil Lankelz, die Rue de l'aérodrome benannt.
Am 25. Mai 1984 wurde anlässlich der Einweihung des Musée de l'Aérodrome vom damaligen Bürgermeister Jos Brebsom ein großer Gedenkstein mit der Inschrift Aérodrome d'Esch/Alzette 1937-1954 eingeweiht, der in der Rue de l'aérodrome unweit der Vorschule steht. Zu diesem Anlass erhielten acht luxemburgische Flugpioniere die Goldmedaille der Stadt Esch: Albertine Nicolay, René Bourkel, Pierre Hamer, Lou Hemmer, Henri Kraemer, Marcel Pesch, Alfred Reckinger und Fred Welter.